# Université de Huddersfield
L'université de Huddersfield est une université nationale anglaise, située à Huddersfield. Elle a été fondée en 1992.

## Historique

### Université de Huddersfield (depuis 1992)
L'école polytechnique est devenue l'université de Huddersfield en 1992.
L'université attire désormais des étudiants de plus de 130 pays. Avec un chiffre d'affaires annuel d'environ 150 millions de livres sterling par an, il estime qu'il vaut 300 millions de livres sterling par an pour l'économie locale.
En octobre 2020, quarante-deux universitaires spécialistes du Proche-Orient ont interpellé l'université de Huddersfield pour dénoncer la coopération sécuritaire entre l’académie de police de Bahreïn, qui fait un usage courant de la torture, et l’établissement.
En février 2021, 40 députés et pairs ont exhorté l'Université à fermer un cours de maîtrise qui se déroule à l'Académie royale de police de Bahreïn car il est utilisé pour torturer les dissidents politiques.
En octobre 2022, il a été révélé que les politiciens et les groupes de défense des droits de l'homme ont renouvelé appelé pour que l'université mette fin à ses relations avec les services de sécurité de Bahreïn. Deux groupes de défense des droits de l'homme, Human Rights Watch et BIRD, ont publié que les prisonniers de Bahreïn ont été torturés à l'académie. En outre, Sayed Ahmed Alwadaei, le membre de BIRD, a attiré l'attention sur les allégations de torture dans un centre de formation policière où les recrues recevaient des instructions de l'Université de Huddersfield. Cependant, l'ambassade de Bahreïn au Royaume-Uni a informé que cela avait mis en œuvre des mesures visant à arrêter les violations des droits de l'homme.

## Composantes
L'université est structurée autour des composantes suivantes :
- Faculté de sciences appliquées
- Faculté des arts, design, et architecture
- Faculté d'informatique et d'ingénierie
- Faculté d'éducation et de développement professionnel
- Faculté de commerce
- Faculté des sciences de l'homme et de la santé
- Faculté de musique, des médias, et des sciences humaines